# Empiriomonisme
L'empiriomonisme est une théorie philosophique développée par Alexandre Bogdanov à partir de 1904 dans un ouvrage éponyme (L'empiriomonisme, en russe : Эмпириомонизм). Elle se fonde sur une interprétation moniste de la réalité en tant qu'« expérience ». 
Avec l'empiriomonisme, Bogdanov cherche à réintégrer la philosophie marxiste dans l'évolution générale de la culture scientifique et philosophique occidentale, et tente d'opérer une synthèse entre le marxisme et les autres systèmes philosophiques monistes.

## Thèses

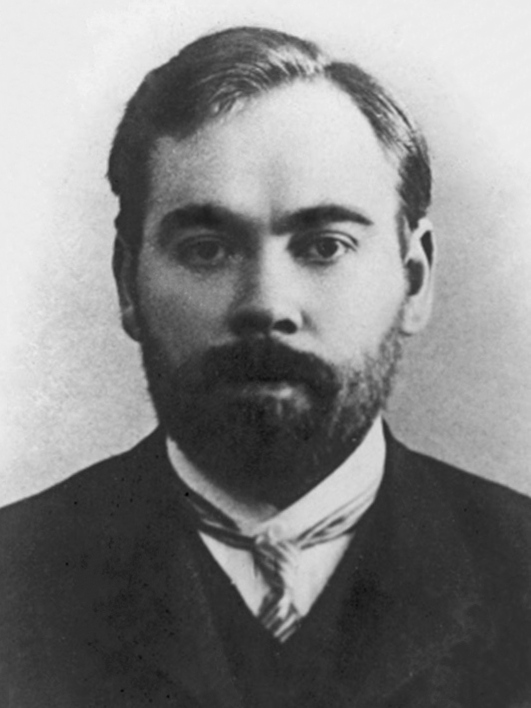
Alexandre Bogdanov, de son vrai nom : Alexandre Malinovski. Romancier, théoricien du marxisme, philosophe des sciences et scientifique multidisciplinaire hors pair, il se révèle être l'un des principaux rivaux de Lénine au début du XXe siècle.

L'empiriomonisme s'appuie sur trois thèses philosophiques fondamentales :
1. le réalisme naïf, c'est-à-dire la conviction selon laquelle les choses sont bien telles que nous les percevons, et non pas quelque chose de caché sous la surface visible des phénomènes
2. la primauté de la « nature », c'est-à-dire l'affirmation du caractère génétiquement premier des combinaisons non organiques (ou organiques les plus simples), et donc du caractère dérivé des combinaisons organiques plus complexes
3. le caractère génétiquement secondaire de l’ « esprit », identifié aux combinaisons organiques supérieures et à « l'expérience » issue de ces associations

A ces trois thèses s'ajoute celle du monisme épistémologique : la connaissance tend toujours vers l'unité, et la philosophie « n'est pas autre chose qu'un effort pour organiser, pour ramener à l'unité l'expérience parcellaire, fractionnée pour les besoins de la spécialisation. En cela réside le sens et la valeur de la philosophie, sa nécessité historique. » Les deux concepts fondamentaux du monisme de Bogdanov sont ainsi :
1. « l'expérience », matériau de la connaissance recouvrant à la fois les choses et les sensations
2. « l'organisation », principe opérant l'unité entre les divers éléments de l'expérience

L'empiriomonisme de Bogdanov est largement influencé par l'empiriocriticisme de Ernst Mach et de Richard Avenarius, que Lénine avait vivement critiqué dans son ouvrage Matérialisme et empiriocriticisme, et auquel il avait associé Bogdanov, le qualifiant ainsi de « disciple de Mach ». 
L'empiriomonisme se différencie néanmoins de l'empiriocriticisme sur un certain nombre de points importants. D'après Bogdanov, en effet, Mach et Avenarius n'ont pas expliqué pourquoi, dans une expérience qui est une quant à son matériau ou à sa substance (monisme) et dont les éléments sont les sensations (sensualisme), sont présentes des séries d’états psychiques et d’états physiques apparemment non réductibles les uns aux autres (dualisme). L'empiriomonisme se présente dans cette perspective comme une explication du dualisme apparent des phénomènes en concevant leur lien selon deux approches consécutives :
1. d'abord d'un point de vue génétique (se référant à l'origine), en supposant une origine commune de ce qui est « physique » et de ce qui est « psychique »
2. ensuite en analysant leur différenciation progressive au cours de l’évolution, considérée en termes de complexification organique croissante.

Bogdanov se montre critique à l'encontre du « positivisme » de Mach, lequel constaterait le fait sans chercher à en expliquer le pourquoi, laissant ainsi échapper le principe de l'unité de la matière et de l'esprit. 
En outre, à la différence de David Hume et des disciples de Mach, Bogdanov estime que le lien de causalité représente un aspect indissociable de la connaissance scientifique et de la véritable philosophie. C'est en effet sur la causalité que repose la vertu explicative de ces deux disciplines. Interprété dans une perspective marxiste, le processus causal qui préside à l'organisation sociale du travail constitue une forme supérieure de causalité, ce que la théorie marxiste de l’organisation du travail serait parvenue à révéler de façon scientifique.

## Critiques
Gueorgui Plekhanov et Lénine ont été, à l'intérieur du mouvement marxiste, les principaux critiques de l'empiriomonisme de Bogdanov, dans les années qui suivent la révolution de 1905. Comme l'ouvrage d'Engels, l'Anti-Dühring, qui est une réaction contre les positions d'Eugen Dühring, l'ouvrage philosophique de Lénine, Matérialisme et empiriocriticisme, est suscité par les théories jugées « idéalistes » de Bogdanov. De son côté, dans un livre ouvertement partisan et intitulé en ce sens Le Matérialisme militant, Plékhanov défend vigoureusement le matérialisme dialectique d'Engels contre les conceptions de Bogdanov qu'il assimile lui aussi à l'« idéalisme bourgeois ». Il résume de façon ironique sa critique de la philosophie de Bogdanov ainsi :

« Ceux qui affirment que sans sujet il n'y a pas d'objet confondent tout simplement deux notions tout à fait différentes : l'existence de l'objet "en soi" et son existence dans la représentation du sujet. Nous n'avons pas le droit d'identifier ces deux modes d'existence. Ainsi vous, Monsieur Bogdanov, vous existez tout d'abord "en vous-même" et, ensuite, dans la représentation, mettons, de M. Lounatcharski, qui vous prend pour un penseur profond. La confusion de l'objet "en soi" avec l'objet tel qu'il existe pour le sujet est justement à l'origine de ces sophismes inextricables à l'aide desquels les idéalistes de toutes couleurs et de toutes nuances "réfutent" le matérialisme. »

— Plekhanov, Les questions fondamentales du marxisme : Le matérialisme militant.
Même des penseurs proches de Bogdanov, tels que Pavel Iouchkievitch, se montrent critiques envers son empiriomonisme, interprété comme une forme déguisée d'idéalisme. Par ailleurs, Iouchkievitch estime que l'empiriomonisme conduit au panpsychisme.